# Galatea (satelit)
Galatea /ga.la'te.a/, cunoscută și sub numele de Neptun VI, este al patrulea cel mai apropiat satelit interior al lui Neptun. Este numit după Galatea, una dintre cele cincizeci de Nereide ale legendelor grecești, de care Ciclopul Polifem era îndrăgostit în zadar.

## Descoperire

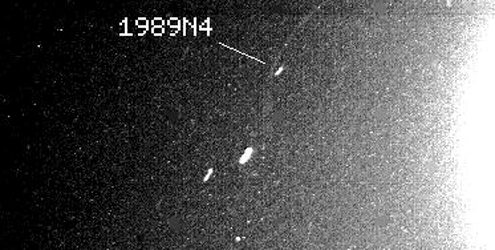
Galatea în interiorul unui arc de inel slab lângă Neptun

Galatea a fost descoperită la sfârșitul lui iulie 1989 din imaginile realizate de sonda Voyager 2. A primit denumirea temporară S/1989 N 4. Descoperirea a fost anunțată (IAUC 4824) pe 2 august 1989 și menționează „10 cadre făcute în 5 zile”, implicând o dată de descoperire cu ceva timp înainte de 28 iulie. Numele a fost dat pe 16 septembrie 1991. 

## Proprietăți fizice
Galatea are o formă neregulată și nu prezintă semne de modificare geologică. Este probabil să fie o grămadă de moloz reacretată din fragmente din sateliții originali ai lui Neptun, care au fost distruși de perturbațiile de la Triton la scurt timp după capturarea acelui satelit pe o orbită inițială foarte excentrică. 

## Orbită
Orbita Galateei se află sub raza orbitei sincrone a lui Neptun, așa că se îndreaptă încet spre interior din cauza decelerației mareice și se poate ciocni cu planeta sau se poate destrăma într-un nou sistem de inele planetare la depășirea limitei Roche din cauza întinderii mareice.
Galatea pare a fi un satelit păstor pentru inelul Adams care este la 1.000 kilometri (620 mi) în afara orbitei sale. Rezonanțe cu Galatea în raportul de 42:43 sunt, de asemenea, considerate mecanismul cel mai probabil pentru limitarea arcurilor inelare unice care există în acest inel. Masa lui Galatea a fost estimată pe baza perturbațiilor radiale pe care le induce asupra inelului. 